# 4,6×30 мм
4,6 × 30 мм —  пістолетний набій, створений у 2001 році в рамках програми «Персональна зброя самооборони». Цей набій, як і 5,7 × 28 мм, зайняв нішу між пістолетними і автоматними набоями. Набій 4,6 × 30 мм використовується в пістолеті-кулеметі HK MP7.

## Історія
У 2001 році німецька компанія Heckler & Koch (H&K) почала розробку нового набою 4,6×30 мм і зброї під нього HK MP7. Проект отримав назву «Персональна зброя самооборони». Метою створення набою і зброї під нього було розроблення дуже компактного набою, який не поступався б пробивною властивістю і купчастістю набою 5,7 × 28 мм і зброї під нього. У результаті було створено набій 4,6×30 мм і пістолет-кулемет HK MP7.
Куля набою 4,6×30 мм на відстані 150 м може пробити 1,5 мм титанову бронепластину і стандартний бронежилет імовірного супротивника, заданий вимогами NATO CRISAT.
У зв'язку з недавніми дослідженнями НАТО з приводу переваги набою 4,6×30 мм над набоєм калібру 5,7×28 мм і висновком групи експертів про перевагу останнього, німецька делегація відхилила рекомендацію НАТО стосовно стандартизації набою 5,7×28 мм і відповідно заміни набою 4,6×30 мм на даний[джерело?].

## Тип набоїв
- CPSS (вага кулі 1,6 г, початкова швидкість 725 м/c) — базовий набій, здатний пробити бронежилет зі 150 м, титанову пластину, будь-яку каску. При проходженні кулі через м'які тканини тіла, часто і багато разів змінює свій напрям.
- SHP — набій з експансивною кулею, має меншу пробивну властивість, ніж CPSS, але більшою зупиняючою дією і убивчою силою.

## Характеристики набою
- До переваг набою можна віднести достатньо високу вражаючу здібність кулі, не дивлячись на малий розмір, тому що куля на такій швидкості і з такою вагою і розмірами буде «гуляти» у тканинах тварини або людини, висока настильність траєкторії, малий відбій зброї, висока точність стрільби, добре бронепробиття.
- До недоліків набою можна віднести достатньо сумнівну зупиняючу дію оболонкової кулі (навіть не дивлячись на високу вражаючу здатність кулі), невисоку енергію кулі, також її швидку втрату.

Результати стрільб по желатиновим мішеням, показують, що на відстані 100 м кулі з MP7A1 пробивають блок желатину товщиною до 28 см. Діаметр раневого каналу у 1,5 рази ширше, ніж при стрільбі з MP5 та UMP кулями калібру 9×19 мм Парабелум та .45 ACP відповідно. Ефективна дальність стрільби набоєм 4,6×30 мм з HK MP7 складає 200 м. Куля має убивчу дію на дальності до 770 м. Максимальна дальність польоту кулі складає 1360 м.

## Порівняння з набоєм 5,7×28мм
Раніше не існувало чіткого висновку з приводу переваги даного набою над набоєм калібру 5,7×28 мм, проте недавні випробування НАТО у Великій Британії і Франції показали, що набій 5,7×28 мм переважає. За результатами випробувань НАТО групою експертів з Франції, США, Канади, Великої Британії дана група дала висновок, що набій 5,7×28 мм виявився «безперечно» більш ефективним.
Також, дана група експертів НАТО відзначила кращу (на 27 % більшу) ефективність стрільби набоєм 5,7×28 мм по незахищеним цілям і рівну ефективність проти захищених цілей. Дана група також відзначила меншу чутливість до екстремальних температур у набою 5,7×28 мм і більший ризик ерозії ствола зброї при використанні набою 4,6×30 мм.

## Зброя під набій
- HK MP7
- ST Kinetics CPW